# Brădet, Alba
Brădet este un sat în comuna Almașu Mare din județul Alba, Transilvania, România.
În perioada comunistă satul avea 130 de locuitori dar în 2010 numărul acestora ajunsese la doar 17.